# Оршевцы
О́ршевцы (укр. Оршівці) — село в Неполоковецкой поселковой общине Черновицкого района Черновицкой области Украины.
До 2020 года входило в Кицманский район
Население по переписи 2001 года составляло 2380 человек. Почтовый индекс — 59321. Телефонный код — 3736. Код КОАТУУ — 7322587001.
Через село протекает речка Турецкий Поток.